# Ivan Tabaković
Ivan Tabaković (Arad, Rumunjska, 10. studenog 1898. - Beograd, 28. lipnja 1977.), srpski slikar i keramičar, jedan od osnivača grupe Zemlja.

## Životopis
Ivan Tabaković krenuo je sa studijem slikarstva najprije na Akademiji u Budimpešti, potom se prebacio na tadašnju Privremenu višu školu za umjetnost i umjetni obrt ( današnju zagrebačku Likovnu Akademiju) u Zagreb. U jesen 1922., privremeno napušta studij u Zagrebu i odlazi u München, gdje dva pohađa dva semestra na tamošnjoj Akademiji u klasi profesora Bechera Gundala, pored toga pohađa i privatne satove slikanja kod Hansa Hofmanna. Studij je završio u Zagrebu, u kojem je 1926. g. dobio namještenje kao crtač na Institutu za Anatomiju, Medicinskog Fakulteta. U Zagrebu je jedan od suosnivača grupa Zemlja, i izlaže na njihovoj prvoj izložbi u salonu Ulrich, 1929.
1930. seli se u Novi Sad, a od 1938. radi kao nastavnik na Školi Primenjene umjetnosti u Beogradu. Nakon drugog svjetskog rata,  1948. Škola Primenjene umetnosti diže se u rang Akademije. No Tabaković je napušta te iste 1948. i odlazi na novo novoustanovljenu Akademiju za Primenjenu umetnost, na odjel keramike, na kojem će ostati do svog umirovljenja. Akademiju je napustio jer mu se nije dopala krutost u slijepom provođenju estetike socijalističkog realizma, koju je Akademija rigidno provodila.

## Slikarstvo Ivana Tabakovića
Slikarstvo Ivana Tabakovića imalo je tri različite faze. U prvoj zagrebačkoj zemljaškoj fazi, karakteristika je blaga geometrizacija likova i kristalizacija oblika, kompozicije su mu posvećene ljudima; Tučnjava (1926), Utakmica (1927), Genius (1929). U drugoj novosadskoj fazi Tabaković slika intimističke prizore. U posljednjoj fazi od sredine 1950-ih do kraja života, Tabaković eksperimentira, istražuje, od pop arta do slikarstva s metafizičkim prizvucima; Sjene (1954), Poruka (1968).

## Nagrade
- Međunarodna izložba ( Exposition Internationale des Arts et Techniques dans la Vie Moderne), Pariz 1937. g. - Grand Prix
- Međunarodna izložba keramike, Prag 1962. g.  - zlatna medalja

## Nagrada Ivan Tabaković
- Od 1982. g. Srpska akademija nauka dodjeljuje bienalnu nagradu je za stvaralaštvo u vizualnoj umjetnosti - Ivan Tabaković

## Vanjske poveznice
- Srpsko kiparstvo i keramika  Arhivirana inačica izvorne stranice od 4. veljače 2012. (Wayback Machine)